# Eccellenza Lazio 2005-2006
Il campionato italiano di calcio di Eccellenza regionale 2005-2006 è stato il quindicesimo organizzato in Italia. Rappresenta il sesto livello del calcio italiano. Il campionato si è concluso con la vittoria del Anziolavinio per il girone A e del Morolo per il girone B, entrambi al loro primo titolo.
Tutte le squadre iscritte al campionato di Eccellenza, assieme a quelle del campionato di Promozione, hanno diritto a partecipare alla Coppa Italia Dilettanti Lazio.

## Stagione

### Aggiornamenti
- Il neo promosso Sanpolese cede il titolo sportivo alla Nuova Tor Tre Teste.
- A completamento di organici viene ripescato il Cecchina, retrocesso sul campo nella precedente stagione.
- Da notare che la neo promossa Civitavecchiese non è da confondersi con il più blasonato Civitavecchia, militante quest'anno nella Seconda Categoria laziale.

Di seguito la composizione dei gironi fornita dal Comitato Regionale Lazio.

## Girone A

### Squadre partecipanti
| Club                        | Città (provincia)           | Stagione precedente                              |
| --------------------------- | --------------------------- | ------------------------------------------------ |
| ALMAS                       | Roma                        | 2º posto in Eccellenza Lazio, Girone B           |
| Anziolavinio                | Anzio (RM)                  | 10º posto in Eccellenza Lazio, Girone B          |
| Bassano Romano              | Bassano Romano (VT)         | 7º posto in Eccellenza Lazio, Girone A           |
| Castel di Leva Divino Amore | Roma                        | 7º posto in Eccellenza Lazio, Girone B           |
| Centro Italia Stella d'Oro  | Rieti                       | 2º posto in Promozione Lazio, Girone B, promosso |
| Civita Castellana           | Civita Castellana (VT)      | 2º posto in Eccellenza Lazio, Girone A           |
| Civitavecchiese             | Civitavecchia (RM)          | 1º posto in Promozione Lazio, Girone A, promosso |
| Corneto Tarquinia           | Tarquinia (VT)              | 14º posto in Eccellenza Lazio, Girone A          |
| Fiumicino                   | Fiumicino (RM)              | 13º posto in Eccellenza Lazio, Girone A          |
| Giada Maccarese             | Maccarese (RM)              | 12º posto in Eccellenza Lazio, Girone A          |
| Ladispoli                   | Ladispoli (RM)              | 19º posto in Serie D, Girone E, retrocesso       |
| Marta                       | Marta (VT)                  | 2º posto in Promozione Lazio, Girone A, promosso |
| Nettuno                     | Nettuno (RM)                | 9º posto in Eccellenza Lazio, Girone B           |
| Nuova S. Maria Mole         | Santa Maria delle Mole (RM) | 6º posto in Eccellenza Lazio, Girone A           |
| Pomezia                     | Pomezia (RM)                | 1º posto in Promozione Lazio, Girone C, promosso |
| Pro Calcio Sabina           | Forano (RI)                 | 4º posto in Eccellenza Lazio, Girone A           |
| San Filippo Neri Casalotti  | Roma                        | 5º posto in Eccellenza Lazio, Girone A           |
| Santa Marinella             | Santa Marinella (RM)        | 10º posto in Eccellenza Lazio, Girone A          |

### Classifica finale
Fonte:
|  | Pos. | Squadra                     | Pt | G  | V  | N  | P  | GF | GS | DR  |
|  | ---- | --------------------------- | -- | -- | -- | -- | -- | -- | -- | --- |
|  | 1.   | Anziolavinio                | 67 | 34 | 19 | 10 | 5  | 53 | 29 | +24 |
|  | 2.   | Civitavecchiese             | 62 | 34 | 19 | 5  | 10 | 44 | 40 | +4  |
|  | 3.   | Bassano Romano              | 59 | 34 | 17 | 8  | 9  | 50 | 29 | +21 |
|  | 4.   | Giada Maccarese             | 58 | 34 | 15 | 13 | 6  | 37 | 27 | +10 |
|  | 5.   | Castel di Leva Divino Amore | 55 | 34 | 15 | 10 | 9  | 36 | 22 | +14 |
|  | 6.   | Santa Marinella             | 55 | 34 | 15 | 10 | 9  | 44 | 34 | +10 |
|  | 7.   | Centro Italia Stella d'Oro  | 55 | 34 | 15 | 10 | 9  | 37 | 31 | +6  |
|  | 8.   | ALMAS                       | 54 | 34 | 14 | 12 | 8  | 42 | 28 | +14 |
|  | 9.   | San Filippo Neri Casalotti  | 51 | 34 | 13 | 12 | 9  | 50 | 42 | +8  |
|  | 10.  | Pomezia                     | 45 | 34 | 11 | 12 | 11 | 44 | 40 | +4  |
|  | 11.  | Ladispoli                   | 42 | 34 | 11 | 9  | 14 | 43 | 46 | -3  |
|  | 12.  | Nettuno                     | 39 | 34 | 10 | 9  | 15 | 37 | 39 | -2  |
|  | 13.  | Civita Castellana           | 39 | 34 | 8  | 15 | 11 | 32 | 39 | -7  |
|  | 14.  | Corneto Tarquinia           | 39 | 34 | 11 | 6  | 17 | 29 | 45 | -16 |
|  | 15.  | Marta                       | 32 | 34 | 9  | 5  | 20 | 35 | 57 | -22 |
|  | 16.  | N.S. Maria delle Mole       | 28 | 34 | 6  | 10 | 18 | 32 | 54 | -22 |
|  | 17.  | Fiumicino                   | 26 | 34 | 6  | 8  | 20 | 34 | 54 | -20 |
|  | 18.  | Pro Calcio Sabina           | 26 | 34 | 6  | 8  | 20 | 32 | 55 | -23 |

Legenda:
      Promossa in Serie D 2006-2007.
      Ammessa ai Play-off nazionali.
      Retrocesse in Promozione Lazio 2006-2007.
Regolamento:
Tre punti a vittoria, uno a pareggio, zero a sconfitta.
Note:
La Civitavecchiese è stata promossa in Serie D 2006-2007 dopo aver vinto i play-off nazionali.

## Girone B

### Squadre partecipanti
| Club                      | Città (provincia)       | Stagione precedente                                                      |
| ------------------------- | ----------------------- | ------------------------------------------------------------------------ |
| Alatri                    | Alatri (FR)             | 12º posto in Eccellenza Lazio, Girone B                                  |
| Anitrella                 | Anitrella (FR)          | 11º posto in Eccellenza Lazio, Girone B                                  |
| Cecchina                  | Albano Laziale (RM)     | 15º posto in Eccellenza Lazio, Girone A, ripescato                       |
| Colleferro                | Colleferro (RM)         | 4º posto in Eccellenza Lazio, Girone B                                   |
| Cynthia                   | Genzano di Roma (RM)    | 11º posto in Eccellenza Lazio, Girone A                                  |
| Fondi                     | Fondi (LT)              | 8º posto in Eccellenza Lazio, Girone B                                   |
| Formia                    | Formia (LT)             | 6º posto in Eccellenza Lazio, Girone B                                   |
| Gaeta                     | Gaeta (LT)              | 3º posto in Promozione Lazio, Girone C (vincente Coppa Lazio Promozione) |
| Morolo                    | Morolo (FR)             | 1º posto in Promozione Lazio, Girone D, promosso                         |
| Nuova Tor Tre Teste       | Roma                    | -                                                                        |
| Roma VIII                 | Roma                    | 3º posto in Eccellenza Lazio, Girone A                                   |
| Sezze Setina              | Sezze (LT)              | 13º posto in Eccellenza Lazio, Girone B                                  |
| Terracina                 | Terracina (LT)          | 5º posto in Eccellenza Lazio, Girone B                                   |
| Torbellamonaca            | Roma                    | 9º posto in Eccellenza Lazio, Girone A                                   |
| Torrenova                 | Roma                    | 8º posto in Eccellenza Lazio, Girone A                                   |
| Viribus Cisterna Montello | Cisterna di Latina (LT) | 3º posto in Eccellenza Lazio, Girone B                                   |
| Vis Artena                | Artena (RM)             | 2º posto in Promozione Lazio, Girone C, promosso                         |
| VJS Velletri              | Velletri (RM)           | 13º posto in Eccellenza Lazio, Girone B                                  |

### Classifica finale
Fonte:
|  | Pos. | Squadra                   | Pt | G  | V  | N  | P  | GF | GS | DR  |
|  | ---- | ------------------------- | -- | -- | -- | -- | -- | -- | -- | --- |
|  | 1.   | Morolo                    | 69 | 34 | 21 | 6  | 7  | 47 | 26 | +21 |
|  | 2.   | Terracina                 | 69 | 34 | 21 | 6  | 7  | 52 | 23 | +29 |
|  | 3.   | Cynthia                   | 59 | 34 | 16 | 11 | 7  | 43 | 30 | +13 |
|  | 4.   | Cecchina                  | 54 | 34 | 14 | 12 | 8  | 42 | 30 | +12 |
|  | 5.   | Fondi                     | 52 | 34 | 14 | 10 | 10 | 32 | 29 | +3  |
|  | 6.   | Gaeta                     | 50 | 34 | 13 | 11 | 10 | 35 | 32 | +3  |
|  | 7.   | Viribus Cisterna Montello | 48 | 34 | 14 | 6  | 14 | 32 | 36 | -4  |
|  | 8.   | Nuova Tor Tre Teste       | 44 | 34 | 11 | 11 | 12 | 39 | 42 | -3  |
|  | 9.   | Torrenova                 | 43 | 34 | 11 | 10 | 13 | 39 | 39 | 0   |
|  | 10.  | VJS Velletri              | 43 | 34 | 10 | 13 | 11 | 33 | 39 | -6  |
|  | 11.  | Anitrella                 | 42 | 34 | 11 | 9  | 14 | 34 | 38 | -4  |
|  | 12.  | Formia                    | 41 | 34 | 8  | 17 | 9  | 28 | 32 | -4  |
|  | 13.  | Vis Artena                | 40 | 34 | 10 | 10 | 14 | 37 | 31 | +6  |
|  | 14.  | Colleferro                | 40 | 34 | 9  | 13 | 12 | 38 | 43 | -5  |
|  | 15.  | Roma VIII                 | 38 | 34 | 10 | 8  | 16 | 32 | 41 | -9  |
|  | 16.  | Sezze Setina              | 33 | 34 | 7  | 12 | 15 | 35 | 55 | -20 |
|  | 17.  | Torbellamonaca            | 31 | 34 | 7  | 10 | 17 | 25 | 39 | -14 |
|  | 18.  | Alatri                    | 30 | 34 | 7  | 9  | 18 | 35 | 53 | -18 |

Legenda:
      Promossa in Serie D 2006-2007.
      Ammessa ai Play-off nazionali.
      Retrocesse in Promozione Lazio 2006-2007.
Regolamento:
Tre punti a vittoria, uno a pareggio, zero a sconfitta.
Note:
Il Morolo classificato primo dopo uno spareggio.

### Spareggio

#### Promozione Serie D
|        | Risultati     |           | Luogo e data         |
| ------ | ------------- | --------- | -------------------- |
| Morolo | 0-0 (5-4 dtr) | Terracina | Roma, 13 maggio 2006 |
|        |               |           |                      |